# Supercopa de Italia 2010
La Supercopa de Italia 2010 fue la vigésima tercera edición de la Supercopa de Italia, que enfrentó a los ganadores de la Serie A y de la Copa de Italia. El partido se jugó en el Estadio Giuseppe Meazza el 21 de agosto de 2010. La Supercopa de Italia suele ser jugada por los ganadores de la Serie A y la Copa de Italia, el Inter de Milán que ganó ambas competiciones disputó con la AS Roma, que finalizó segundo en ambas competiciones. Inter ganó el título por 3-1.

## Equipos participantes
| F. C. Internazionale |  |  |  | Campeón de la (Serie A 2009-10) y (Copa Italia 2009-10)    |
| A. S. Roma           |  |  |  | Subcampeón de la (Serie A 2009-10) y (Copa Italia 2009-10) |

## Partido
| 1          | POR        | Júlio César       |     |
| 13         | DEF        | Maicon            |     |
| 6          | DEF        | Lúcio             |     |
| 25         | DEF        | Walter Samuel     |     |
| 26         | DEF        | Cristian Chivu    |     |
| 4          | MED        | Javier Zanetti    | 46' |
| 19         | MED        | Esteban Cambiasso |     |
| 10         | MED        | Wesley Sneijder   | 88' |
| 27         | MED        | Goran Pandev      | 79' |
| 9          | DEL        | Samuel Eto'o      |     |
| 22         | DEL        | Diego Milito      |     |
| Entrenador | Entrenador | Rafael Benítez    |     |

| 1          | POR        | Bogdan Lobonţ    |     |
| 77         | DEF        | Marco Cassetti   |     |
| 4          | DEF        | Juan             |     |
| 5          | DEF        | Philippe Mexès   |     |
| 19         | DEF        | John Arne Riise  |     |
| 7          | MED        | David Pizarro    | 54' |
| 16         | MED        | Daniele De Rossi |     |
| 20         | MED        | Simone Perrotta  |     |
| 10         | MED        | Francesco Totti  |     |
| 9          | DEL        | Mirko Vučinić    | 67' |
| 94         | DEL        | Jérémy Ménez     | 83' |
| Entrenador | Entrenador | Claudio Ranieri  |     |

| 5  | MED | Dejan Stanković | 46' |
| 17 | MED | McDonald Mariga | 79' |
| 23 | DEF | Marco Materazzi | 88' |

| 11 | MED | Taddei        | 54' |
| 8  | DEL | Adriano       | 67' |
| 89 | DEL | Stefano Okaka | 83' |

| Anotado | 42' | Goran Pandev | 1-1 |
| Anotado | 70' | Samuel Eto'o | 2-1 |
| Anotado | 80' | Samuel Eto'o | 3-1 |

| Anotado | 21' | John Arne Riise | 0-1 |

| Amonestado | 62'   | Esteban Cambiasso |
| Amonestado | 90+4' | Walter Samuel     |

| Amonestado | 26'   | Simone Perrota |
| Amonestado | 85'   | Stefano Okaka  |
| Amonestado | 90+2' | Philippe Mexès |

| Árbitro:             | Mauro Bergonzi  |  |  |
| Árbitros asistentes: | Marco Nicoletti |  |  |
| Árbitros asistentes: | Luigi Romagnoli |  |  |
| Cuarto árbitro       | Andrea De Marco |  |  |

| 1          | POR        | Júlio César       |     |
| 13         | DEF        | Maicon            |     |
| 6          | DEF        | Lúcio             |     |
| 25         | DEF        | Walter Samuel     |     |
| 26         | DEF        | Cristian Chivu    |     |
| 4          | MED        | Javier Zanetti    | 46' |
| 19         | MED        | Esteban Cambiasso |     |
| 10         | MED        | Wesley Sneijder   | 88' |
| 27         | MED        | Goran Pandev      | 79' |
| 9          | DEL        | Samuel Eto'o      |     |
| 22         | DEL        | Diego Milito      |     |
| Entrenador | Entrenador | Rafael Benítez    |     |

| 1          | POR        | Bogdan Lobonţ    |     |
| 77         | DEF        | Marco Cassetti   |     |
| 4          | DEF        | Juan             |     |
| 5          | DEF        | Philippe Mexès   |     |
| 19         | DEF        | John Arne Riise  |     |
| 7          | MED        | David Pizarro    | 54' |
| 16         | MED        | Daniele De Rossi |     |
| 20         | MED        | Simone Perrotta  |     |
| 10         | MED        | Francesco Totti  |     |
| 9          | DEL        | Mirko Vučinić    | 67' |
| 94         | DEL        | Jérémy Ménez     | 83' |
| Entrenador | Entrenador | Claudio Ranieri  |     |

| 5  | MED | Dejan Stanković | 46' |
| 17 | MED | McDonald Mariga | 79' |
| 23 | DEF | Marco Materazzi | 88' |

| 11 | MED | Taddei        | 54' |
| 8  | DEL | Adriano       | 67' |
| 89 | DEL | Stefano Okaka | 83' |

| Anotado | 42' | Goran Pandev | 1-1 |
| Anotado | 70' | Samuel Eto'o | 2-1 |
| Anotado | 80' | Samuel Eto'o | 3-1 |

| Anotado | 21' | John Arne Riise | 0-1 |

| Amonestado | 62'   | Esteban Cambiasso |
| Amonestado | 90+4' | Walter Samuel     |

| Amonestado | 26'   | Simone Perrota |
| Amonestado | 85'   | Stefano Okaka  |
| Amonestado | 90+2' | Philippe Mexès |

| Árbitro:             | Mauro Bergonzi  |  |  |
| Árbitros asistentes: | Marco Nicoletti |  |  |
| Árbitros asistentes: | Luigi Romagnoli |  |  |
| Cuarto árbitro       | Andrea De Marco |  |  |

| Supercopa de Italia              |
|                                  |
| Campeón Internazionale 5º título |